# 一之江出入口
一之江出入口（いちのえでいりぐち）は、東京都江戸川区にある首都高速道路7号小松川線の出入口である。両国JCT方面の出入口のみ設置されているハーフインターチェンジである。

## 周辺
- 東京都道318号環状七号線（環七通り）
- 一之江境川親水公園
- 東京都瑞江葬儀所
- 春花園BONSAI美術館

## 隣
首都高速7号小松川線
小松川JCT/(703)小松川出入口 - (705)一之江出入口 - （E14 京葉道路：(1)篠崎IC）
下り線一之江出口に「この先別料金」という表示があるが、京葉道路の京葉JCT・京葉市川ICまでは料金所が無いため無料で走行できる（首都高速の料金区間は当出入口より2.1km東まで）。